# Солт-Лейк (округ)
Округ Солт-Лейк (англ. Salt Lake County) располагается в штате Юта, США. Официально образован в 1852 году. По состоянию на 2010 год, численность населения составляла 1 029 655 человек.

## География
По данным Бюро переписи США, общая площадь округа равняется 2090,132 км2, из которых 1921,782 км2 суша и 168,350 км2 или 8,100 % это водоемы.

## Население
По данным переписи населения 2010 года в округе проживает 1 029 655 жителей в составе 343 218 домашних хозяйств и 291 686 семей. Плотность населения составляет 791,00 человек на км2. На территории округа насчитывается 364 031 жилых строений, при плотности застройки около 279,00-ти строений на км2. Расовый состав населения: белые — 81,20 %, афроамериканцы — 1,59 %, коренные американцы (индейцы) — 0,89 %, азиаты — 3,30 %, гавайцы — 1,53 %, представители других рас — 8,35 %, представители двух или более рас — 3,14 %. Испаноязычные составляли 17,09 % населения независимо от расы.
В составе 343 218,00 % из общего числа домашних хозяйств проживают дети в возрасте до 18 лет, 18,00 % домашних хозяйств представляют собой супружеские пары проживающие вместе, 57,80 % домашних хозяйств представляют собой одиноких женщин без супруга, 10,40 % домашних хозяйств не имеют отношения к семьям, 20,80 % домашних хозяйств состоят из одного человека, 6,20 % домашних хозяйств состоят из престарелых (65 лет и старше), проживающих в одиночестве. Средний размер домашнего хозяйства составляет 3,00 человека, и средний размер семьи 3,53 человека.
Возрастной состав округа: 30,50 % моложе 18 лет, 12,90 % от 18 до 24, 30,60 % от 25 до 44, 18,00 % от 45 до 64 и 18,00 % от 65 и старше. Средний возраст жителя округа 29 лет. На каждые 100 женщин приходится 101,70 мужчин. На каждые 100 женщин старше 18 лет приходится 99,70 мужчин.
Средний доход на домохозяйство в округе составлял 48 373 USD, на семью — 54 470 USD. Среднестатистический заработок мужчины был 36 953 USD против 26 105 USD для женщины. Доход на душу населения составлял 20 190 USD. Около 5,70 % семей и 8,00 % общего населения находились ниже черты бедности, в том числе — 9,00 % молодежи (тех, кому ещё не исполнилось 18 лет) и 5,50 % тех, кому было уже больше 65 лет.

## Известные уроженцы
- Эмили София Таннер-Ричардс, американская суфражистка, ключевая фигура в основании Суфражистской женской ассоциации штата Юта[3].